# Duplex (edificação)

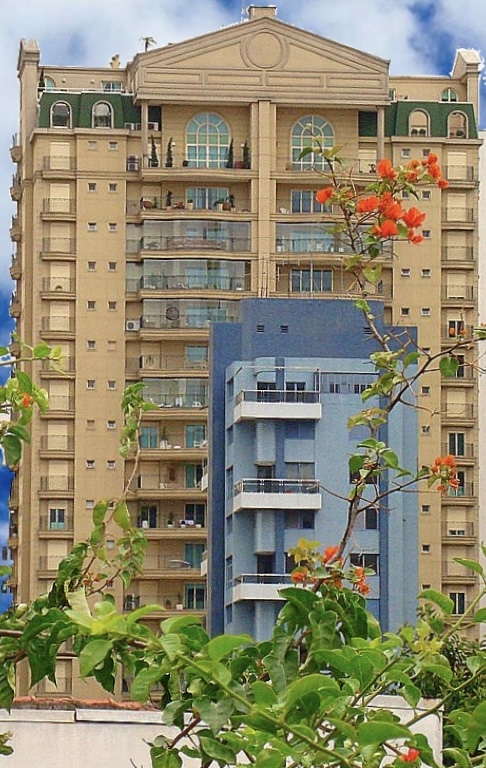
Apartamentos duplex em Alto de Santana, São Paulo.

Duplex ou apartamento duplex refere-se a um apartamento repartido por dois andares e conectados por uma escada ou ligação interior. Da mesma forma, um apartamento triplex refere-se a um apartamento, distribuídos por três andares de um edifício. Estas construções podem ser muito caras, sendo que a propriedade mais cara em Manhattan em 2006 (de acordo com a Forbes Magazine), era um triplex no topo do hotel The Pierre.